# Nati nel 1632
| Questa pagina contiene informazioni ricavate automaticamente dalle voci biografiche con l'ausilio del template Bio e di un bot. L'aggiornamento è periodico e automatico e ricostruisce completamente la pagina. Se manca una persona in questa lista, sei pregato di non aggiungerla, ma accertati piuttosto che la sua voce biografica contenga il template Bio e che i dati anagrafici siano correttamente compilati. Se il template Bio manca, inseriscilo tu stesso o, in alternativa, metti l'avviso {{tmp\|Bio}} che ne segnala la mancanza. Se i dati riportati sono sbagliati, correggi direttamente la voce biografica; le modifiche saranno visibili in questa lista entro pochi giorni. Per chiarimenti vedi il progetto biografie. La lista contiene solo le 79 persone che sono citate nell'enciclopedia e per le quali è stato implementato correttamente il template Bio. Pagina aggiornata al 10 mag 2025. |

## Gennaio(6)
- 1º gennaio - Katherine Philips, poetessa, letterata e traduttrice gallese († 1664)
- 7 gennaio - Ambrosio Ignacio Spínola y Guzmán, arcivescovo cattolico e nobile spagnolo († 1684)
- 8 gennaio - Samuel von Pufendorf, giurista e filosofo tedesco († 1694)
- 11 gennaio - Adam Frans van der Meulen, pittore e disegnatore francese († 1690)
- 26 gennaio - Marie Charlotte de La Trémoille, nobildonna francese († 1682)
- 29 gennaio - Johann Georg Graeve, filologo classico olandese († 1703)

## Febbraio(6)
- 12 febbraio - Charles Aubert de La Chesnaye, imprenditore francese († 1702)
- 16 febbraio - Narai, sovrano thailandese († 1688)
- 18 febbraio - Giovanni Battista Vitali, compositore e violinista italiano († 1692)
- 20 febbraio - Thomas Osborne, I duca di Leeds, nobile e politico inglese († 1712)
- 21 febbraio - Aegidius Strauch II, teologo e matematico tedesco († 1682)
- 29 febbraio - Juriaen van Streeck, pittore olandese († 1687)

## Marzo(6)
- 1º marzo - Davide Cocco Palmieri, vescovo cattolico italiano († 1711)
- 3 marzo - Teofilo Macchetti, compositore e teorico musicale italiano († 1714)
- 13 marzo - John Houblon, politico e banchiere britannico († 1712)
- 23 marzo - Jean Foy-Vaillant, numismatico e avvocato francese († 1706)
- 24 marzo - Michele Foscarini, storico italiano († 1692)
- 27 marzo - Gustavo Adolfo di Nassau-Saarbrücken, nobile tedesco († 1677)

## Aprile(3)
- 6 aprile - Maria Leopoldina d'Asburgo, austriaca († 1649)
- 6 aprile - Simone Filippo di Lippe-Detmold, nobile tedesco († 1650)
- 9 aprile - Nikolaus Martini, giurista tedesco († 1713)

## Maggio(5)
- 1º maggio - Friedrich Spanheim il Giovane, teologo olandese († 1701)
- 3 maggio - Maria Caterina di Sant'Agostino, religiosa francese († 1668)
- 13 maggio - Nicolas Pitau, incisore fiammingo († 1671)
- 15 maggio - Adolfo Guglielmo di Sassonia-Eisenach, nobile († 1668)
- 21 maggio - Feodosija Prokof'evna Morozova, monaca cristiana russa († 1675)

## Giugno(2)
- 10 giugno - Esprit Fléchier, vescovo cattolico francese († 1710)
- 29 giugno - Christian Adolf Balduin, alchimista tedesco († 1682)

## Luglio(1)
- 3 luglio - Tielman van Gameren, architetto e ingegnere olandese († 1706)

## Agosto(3)
- 13 agosto - François-Séraphin Régnier-Desmarais, abate, diplomatico e grammatico francese († 1713)
- 27 agosto - Giovannetta di Sayn-Wittgenstein, nobildonna tedesca († 1701)
- 29 agosto - John Locke, filosofo, pedagogista e medico inglese († 1704)

## Settembre(8)
- 8 settembre - Lucrezia Barberini, nobildonna italiana († 1699)
- 14 settembre - Francesco Giacinto di Savoia, nobile italiano († 1638)
- 15 settembre - Giacomo Angelini, architetto svizzero († 1714)
- 19 settembre - Giovanni Battista Merano, pittore italiano († 1698)
- 24 settembre - Étienne Le Camus, cardinale e vescovo cattolico francese († 1707)
- 25 settembre - Francesco Provenzale, compositore italiano († 1704)
- 29 settembre - Giorgio III d'Assia-Itter, nobile († 1676)
- 29 settembre - Pietro Antonio Fiocco, compositore italiano († 1714)

## Ottobre(9)
- 15 ottobre - Paolo Naldini, vescovo cattolico italiano († 1713)
- 15 ottobre - Opizio Pallavicini, cardinale italiano († 1700)
- 20 ottobre - Christopher Wren, architetto, fisico e matematico inglese († 1723)
- 24 ottobre - Antoni van Leeuwenhoek, ottico e naturalista olandese († 1723)
- 24 ottobre - Pier Marino Sormani, vescovo cattolico italiano († 1702)
- 25 ottobre - Louise Boyer, nobildonna francese († 1697)
- 25 ottobre - Charles Dormer, II conte di Carnarvon, nobile britannico († 1709)
- 29 ottobre - Enno Luigi della Frisia orientale, conte († 1660)
- 31 ottobre - Jan Vermeer, pittore olandese († 1675)

## Novembre(4)
- 16 novembre - Filippo Luigi III di Hanau-Münzenberg, conte tedesco († 1641)
- 23 novembre - Jean Mabillon, monaco cristiano, diplomatista e teologo francese († 1707)
- 24 novembre - Baruch Spinoza, filosofo olandese († 1677)
- 28 novembre - Jean-Baptiste Lully, compositore, ballerino e musicista italiano († 1687)

## Dicembre(2)
- 16 dicembre - Erik Benzelius il vecchio, religioso svedese († 1709)
- 27 dicembre - Giovanni Pietro Pinamonti, gesuita italiano († 1703)

## Senza giorno specificato(24)
- Giacomo Alboresi, pittore italiano († 1677)
- Francesco Maria Angeli, francescano e compositore italiano († 1697)
- Michele I Apafi, generale ungherese († 1690)
- Louis Bourdaloue, gesuita e predicatore francese († 1704)
- Henry Compton, vescovo anglicano inglese († 1713)
- Jean-Gilles Delcour, pittore fiammingo († 1695)
- Pietro Durazzo, doge († 1699)
- Giovanni Battista Giberti, vescovo cattolico italiano († 1720)
- Aleksej Andreevič Golicyn, nobile russo († 1694)
- Louis de La Forge, filosofo francese († 1666)
- Philippe Le Valois, marchese di Villette-Mursay, ammiraglio francese († 1707)
- Johann Carl Loth, pittore tedesco († 1698)
- Giacomo Miradori, pittore italiano
- Antoine Nompar de Caumont, nobile e generale francese († 1723)
- Françoise Pascal, poetessa, drammaturga e pittrice francese († 1698)
- Phetracha, re († 1703)
- Jacques Pradon, drammaturgo e scrittore francese († 1698)
- Giovan Pietro Ragona, scultore italiano († 1692)
- George Ravenscroft, imprenditore britannico († 1683)
- Pierre-Sylvain Régis, filosofo francese († 1707)
- Jan Wijnants, pittore olandese († 1684)
- Wu Li, pittore, poeta e calligrafo cinese († 1718)
- François Nicolas de Bar, pittore francese († 1695)
- Armand Charles de La Porte de La Meilleraye, generale francese († 1713)